# Космос-672
Космос-672 је један од преко 2400 совјетских вјештачких сателита лансираних у оквиру програма Космос.
Космос-672 је лансиран са космодрома Тјуратам, Бајконур, СССР, 12. августа 1974. Ракета-носач Сојуз је поставила сателит у орбиту око планете Земље. 